# پرلیلا
پرلیلا (به اسپانیایی: Perlilla) یک کوه در پرو است که در منطقه انکاش واقع شده‌است. پرلیلا ۵٬۵۸۷ متر بالاتر از سطح دریا واقع شده‌است.